# ミヤマジュケイ
ミヤマジュケイ（深山綬鶏、Tragopan blythii）、キジ目キジ科ジュケイ属に分類される鳥類。別名ハイバラジュケイ。

## 分布
- T. b. blythii

インド（ナガランド州）、ミャンマー西部
- T. b. molesworthi

インド（アッサム州北部）、中華人民共和国（チベット自治区南部）、ブータン

## 形態
全長オス65-70cm、メス58cm。翼長オス26-26.5cm、メス23-24.5cm。体重オス1.9kg、メス1-1.5kg。
卵は長径5.9cm、短径4.4cm。
オスは頭部や頸部は、胸部は赤い羽毛で被われ、頭頂や耳孔を被う羽毛（耳羽）は黒い。背は褐色の羽毛で被われ、赤褐色や白の斑紋が点在する。腹部は灰色の羽毛で被われ、白い斑紋が入る。眼の周辺や頬に羽毛がなく黄色や淡黄色の皮膚が露出する。喉に外縁が青の黄色い肉垂れがある。メスは全身が暗褐色の羽毛で被われ、アルファベットの「V」字状の白い斑紋が点在する。

## 生態
標高1,800-3,600mにある下生えに草やスズタケが密生した常緑広葉樹林に生息する。
食性は雑食で、植物の葉、根、花、果実、種子、昆虫、クモなどを食べる。
繁殖形態は卵生。4-5月に地表から1.8-6mにある木の枝や瘤の上に木の枝や草などを組み合わせた巣を作り、1回に2-4個の卵を産む。抱卵期間は28日。